# تشارلز إتش. غروسفينور
تشارلز إتش. غروسفينور هو ضابط ومحامي وسياسي أمريكي، ولد في 20 سبتمبر 1833 في Pomfret, Connecticut ‏ في الولايات المتحدة، وتوفي في 30 أكتوبر 1917 في أثينس في الولايات المتحدة. نشط حزبياً في الحزب الجمهوري. وقد انتخب عضو مجلس نواب أوهايو ‏ وانتخب عضو مجلس النواب الأمريكي ‏.